# Дачигам (национальный парк)
Национальный парк Дачига́м (англ. Dachigam National Park) — находится в 22 км от Сринагара, в Джамму и Кашмире. Площадь парка — 141 км². Название переводится как «десять деревень», поскольку раньше на его территории располагалось 10 деревень.
С 1910 года Дачигам является охраняемой территорией. Сначала находился под покровительством Махараджи, затем правительства штата. Первоначально, заповедная зона создавалась для обеспечения Сринагара чистой питьевой водой. В 1981 заповедная зона получила статус национального парка.

## Топография
Парк расположен в западных Гималаях. Перепад высот — от 1676 до 4267 метров над уровнем моря. Поэтому в парке ярко выражена высотная поясность. От лугов рельеф переходит к скальным выступам и обрывам. Часть парка находится в безлесном высокогорье, незатронутом хозяйственной деятельностью человека и сохранившем свою природную красоту.

## Флора
Хвойный лес занимает значительную часть парка. Также есть альпийские луга, водопады, заросли кустарника, овраги-«нарс», пастбища. Большинство лугов и пастбищ, кроме середины зимы, покрыты яркими цветами. Среди парка расположено озеро Марсар, из которого вытекает река Дагван, в которой водится форель.
В парке растут дикие: вишня, груша, слива, персик, яблоко, абрикос, грецкий орех, каштан, дуб, ива, тополь, чинар, берёза, сосна, вяз.

## Фауна
Самыми известными животными парка являются Хангул, или Кашмирский олень (Cervus elaphus hanglu)

### Виды животных
- Хангул
- подвид Кабарги
- Леопард
- Гималайский серый лангур
- Бенгальская кошка
- Белогрудый медведь
- Гималайский бурый медведь
- Шакал
- Холмовая лиса
- Колонок
- Харза
- Камышовый кот
- Длиннохвостый сурок (Marmota caudata)
- Выдра

### Виды птиц
- Рыжий воробей
- Hypsipetes leucocephalus
- Гималайский монал
- Обыкновенная иволга
- Длиннохвостые личинкоеды
- Воробьиные сычи
- Дятловые
- Тимелиевые
- Горихвостки
- Трясогузки
- Pucrasia macrolopha
- Альпийские галки
- Pyrrhula aurantiaca
- Ficedula subrubra
- Тонкоклювая пеночка
- Полосатая кустарница
- Белохвостый соловей (Luscinia pectoralis)
- Краснокрылый стенолаз
- Чёрно-золотой горный дубонос
- Снежный гриф
- Бородач
- Красноклювая лазоревая сорока
- Baeolophus